# Seleção Italiana de Beisebol
A Seleção Italiana de Beisebol representa a Itália nas competições internacionais de beisebol, como o Campeonato Europeu e a Copa do Mundo. Em 2013 estava classificada como 11ª colocada no ranking mundial.